# Youth to Youth
Youth to Youth è un film muto del 1922 diretto da Émile Chautard.

## Trama
Eve Allinson, giovane ragazza di campagna, diventa di punto in bianco una star di Broadway. Ma corre voce che è riuscita a far carriera perché sarebbe l'amante di Brutus Tawney, un suo ammiratore. Lei, allora, lascia New York per unirsi a una compagnia di giro. Durante una recita, viene notata da Page Brookins, un agricoltore del posto, che si innamora di lei. Ma quando Page viene a conoscenza del pettegolezzo che gira sulla ragazza, la lascia. Lei, per consolarsi, accetta di partire con Tawney sul suo yacht. Page, pentito di quello che ha fatto, la segue su una barca a remi. Fatta pace, i due giovani ricevono anche la benedizione di Tawney.

## Produzione
Il film fu prodotto dalla Metro Pictures Corporation.

## Distribuzione
Distribuito dalla Metro Pictures Corporation, il film uscì nelle sale cinematografiche statunitensi il 16 ottobre 1922. In Francia, fu distribuito l'11 luglio 1924 con il titolo Un jeune amour.